# Quesnoy-le-Montant
Quesnoy-le-Montant – miejscowość i gmina we Francji, w regionie Hauts-de-France, w departamencie Somma.
Według danych na rok 2011 gminę zamieszkiwało 585 osób, a gęstość zaludnienia wynosiła 83 osoby/km² (wśród 2293 gmin Pikardii Quesnoy-le-Montant plasuje się na 527. miejscu pod względem liczby ludności, natomiast pod względem powierzchni na miejscu 691.).